# Khách sạn George V
Khách sạn George V là một khách sạn đặc biệt sang trọng của thành phố Paris. Nằm tại số 31 đại lộ George-V thuộc quận 8, khách sạn này cách đại lộ Champs-Élysées và Khải Hoàn Môn không xa. Được coi nằm trong số những khách sạn sang trong nhất thế giới, George V bao gồm một nhà hàng hàng đầu với đầu bếp danh tiếng Philippe Legendre và những người thử rượu Eric Beaumard và Enrico Bernardo.
Khánh sạn George V được xây dựng vào năm 1928 bởi André Terrail, một thương gia, người chủ sở hữu của nhà hàng danh tiếng La Tour d'Argent. Ngày nay, George V thuộc hệ thống khách sạn Four Seasons Hotel (khách sạn Bốn mùa) của Kingdom Holding Company, công ty được đầu tư bởi ông hoàng Ả Rập Xê Út Al-Walid ben Talal ben Abd al-Aziz Al Saoud.

## Đặc tính
- 221 phòng và 29 phòng cao cấp trong đó nhiều phòng nhìn tới Nhà thờ Sacré-Cœur hoặc tháp Eiffel.

Các phòng Hoàng gia hoặc Tổng thống rộng từ 300 tới 380 m².
- Nhà hàng ẩm thực "Le Cinq" với đầu bếp Philippe Legendre.
- Người thử rượu Enrico Bernardo, vô địch thế giới năm 2004 và Eric Beaumard, á quân thế giới năm 1998.
- Nhà hàng ẩm thực "Les Princes".
- Nhà hàng truyền thống "Le Grill".
- Bar Piano George V, Phòng trà
- Bảy phòng khách từ 12 đến 900 người dàng cho các cuộc họp, đón tiếp, chiêu đãi, tiệc cocktail
- Bể bơi có mãi che, tắm nước khoáng, mát xa, tắm hơi, thẩm mỹ viện, phòng cắt tóc.
- Ngôn ngữ sử dụng: tiếng Pháp, tiếng Anh, tiếng Đức, tiếng Ả Rập, tiếng Tây Ban Nha, tiếng Ý, tiếng Nhật, tiếng Bồ Đào Nha, tiếng Nga.

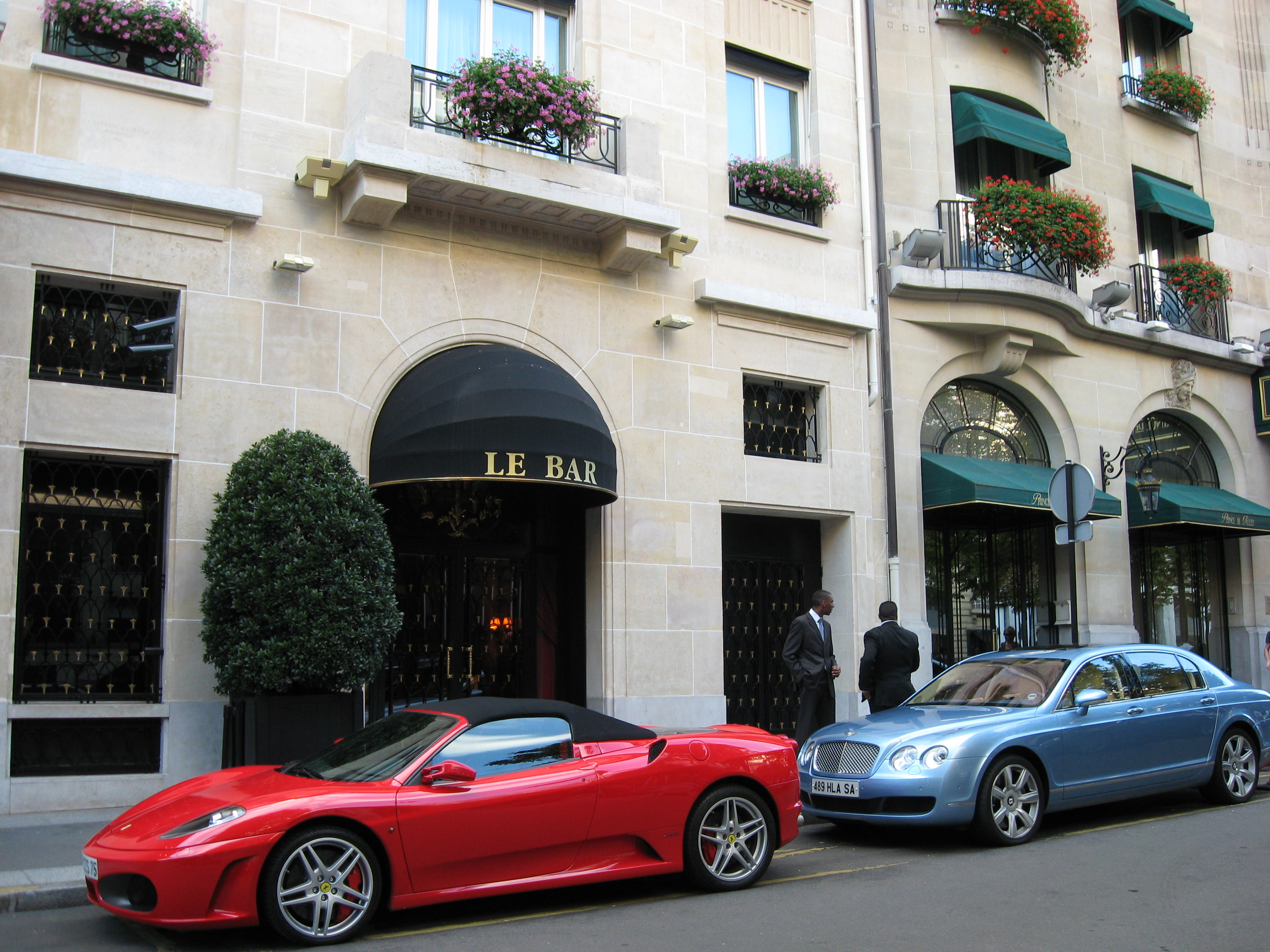
Bar của khách sạn với hai xe hơi sang trọng Ferrari và Bentley đậu phía trước